# آرارات کوچک
آرارات کوچک (ترکی استانبولی: Küçük Ağrı; ارمنی: Փոքր Արարատ; کردی: Agiriyê Biçûk) که با عنوان سیس نیز شناخته می‌شود، یکی از کوه‌های ترکیه است که در شرق این کشور و در فلات ارمنستان واقع شده‌است. این کوه در نزدیکی مرز سه کشور ایران، ترکیه و ارمنستان قرار دارد.
قله آرارات کوچک دارای ارتفاعی برابر با ۳٬۹۲۵ متر است، و ششمین قله بلند کشور ترکیه محسوب می‌شود. این کوه تا ژانویه سال ۱۹۳۲ میلادی بخشی از سرزمین‌های ایران محسوب می‌شد. در تاریخ ۲۳ ژانویه ۱۹۳۲، اولین پیمان قطعی مرزی، میان ترکیه و ایران در شهر تهران امضا شد. به موجب پیمان مذکور، این کوه به عنوان بخشی از سرزمین ترکیه به رسمیت شناخته شد و در مقابل ترکیه مالکیت بخش قطور را به ایران محول کرد. در پیمان سعدآباد نیز، حاکمیت ترکیه بر این کوه مجدداً به رسمیت شناخته‌شد. آرارات کوچک یک کوه آتشفشانی است.